# 25 ore
25 ore è un singolo del rapper italiano Gué Pequeno, pubblicato il 27 novembre 2020 come terzo estratto del sesto album in studio Mr. Fini.

## Descrizione
A differenza della versione contenuta nell'album, il singolo è caratterizzato dalla produzione di Shablo e dalla partecipazione vocale del rapper Ernia.

## Tracce
1. 25 ore (feat. Ernia e Shablo) – 3:04

## Classifiche
| Classifica (2020) | Posizione massima |
| ----------------- | ----------------- |
| Italia            | 64                |